# Siersdorf (Aldenhoven)
Siersdorf is een plaats in de Duitse gemeente Aldenhoven, deelstaat Noordrijn-Westfalen, en telt 2872 inwoners (2008).